# Oldřich Buňata
Oldřich Buňata (25. července 1911, Nymburk – 17. března 2004, Praha) byl český vědec, konstruktér, pedagog a nositel Státní ceny Klementa Gottwalda z roku 1962.

## Životopis
Oldřich Buňata se narodil 25. července 1911 v Nymburce. Otec, profesor chemie, byl z učitelské rodiny. Matka byla z dělnické rodiny a celý život se věnovala domácnosti. Při jeho narození měla jeho starší sestra Věra (1909) dva roky.
Když mu byly tři roky, jeho otec zahynul na srbském bojišti v 1. světové válce. Matka, Oldřich a Věra se přestěhovali k dědečkovi z otcovy strany, který je řídícím učitelem, do Kobylnic u Kutné Hory. Zde chodil do 1.třídy do obecné školy. V roce 1919 byl Oldřichův dědeček pensionován a celá rodina se odstěhovala do Kutné Hory, kde Oldřich později navštěvoval střední školu. Po jejím ukončení byl vzhledem k tomu, že rodina byla odkázána na matčinu a dědečkovu malou penzi, přijat do Hlávkových studentských kolejí v Praze, kde pobíral stipendium a studoval České vysoké učení technické (ČVÚT).
Po vystudování ČVUT si Oldřich Buňata prodloužil své studium na této vysoké škole o rok, studiem Učebních kursů pro letectví. V roce 1931 se sestra Věra léčila s tuberkulózou. Léčba se nezdařila, v následujícím roce ve věku 23 let nemoci podlehla.
V roce 1938, když mu bylo 27 let, se seznamuje s devatenáctiletou Zdenou, rozenou Heflerovou (1919–2008), se kterou začal chodit. Zdena ve stejném roce začíná studovat filozofii na Karlově univerzitě. O rok později, 17. listopadu 1939, došlo k uzavření vysokých škol. Zdena se jako studentka následně účastnila pohřbu Jana Opletala, za což jí hrozilo zatčení. To se naštěstí neuskutečnilo. Oldřich Buňata se se Zdenou v roce 1940 oženil a mají spolu dvě děti, Ladislava Tomáše Buňatu (1941) a Michala Buňatu (1943). 
Oldřich Buňata zemřel ve svých nedožitých 93 letech v Praze v roce 2004. Je pohřben na Olšanských hřbitovech v části 6, oddělení 6b, číslo hrobu 54.

## Profesní kariéra
Oldřich Buňata nastoupil do svého prvního zaměstnání v roce 1935, a sice do Škodových závodů v Plzni jako konstruktér.  Bydlel v Nerudově ulici 1124. O dva roky později byl na vlastní žádost přeložen do Prahy, do společnosti Avia Letňany, která rovněž patřila do koncernu Škoda. Na podzim roku 1939 mu byla nabídnuta profesura na Vyšší průmyslové škole v Mladé Boleslavi, kterou přijal.

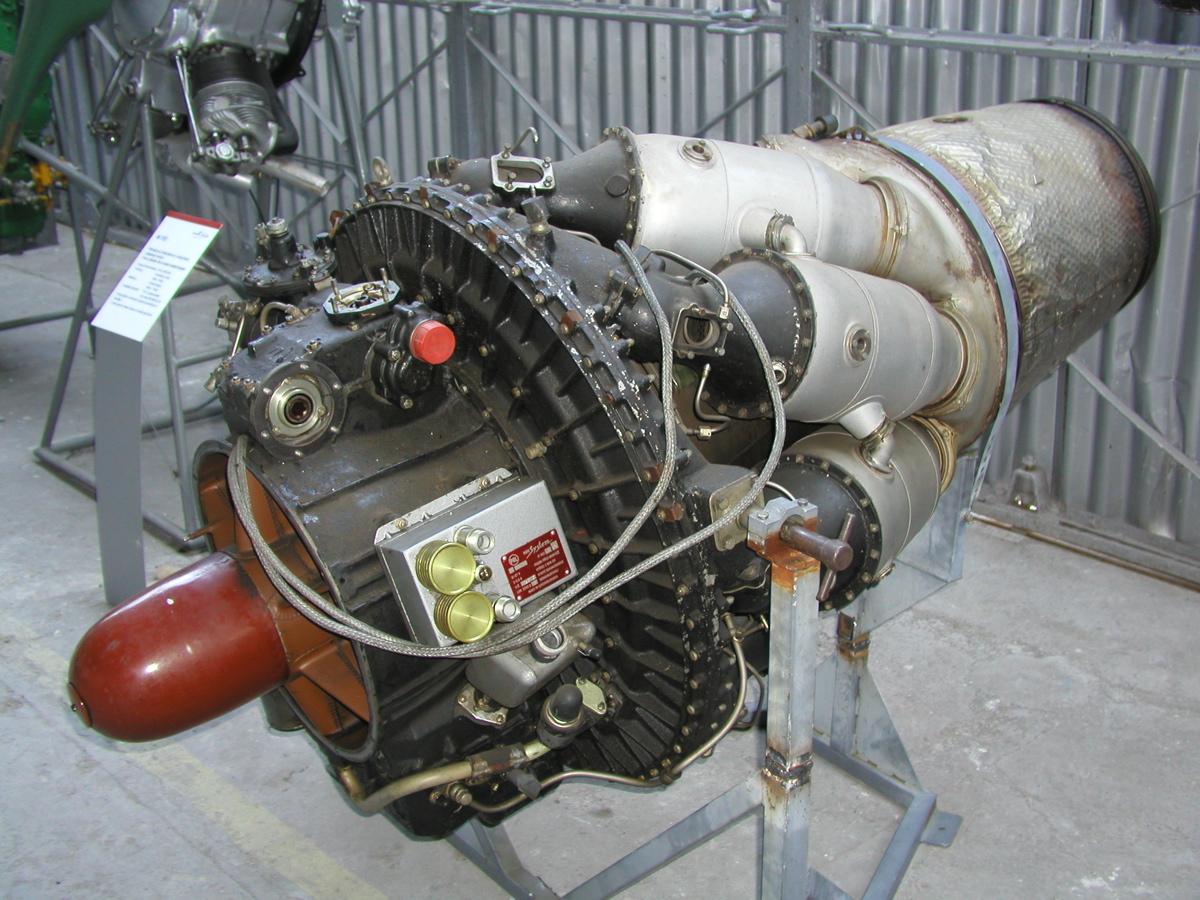
Proudový motor Walter M701

Od roku 1942 začíná vydávat odborná skripta a knihy o letectví. Válečné období prožil v Boleslavi, kde se v roce 1944 zapojil do ilegální činnosti a o rok později v květnové revoluci byl v pohotovosti. Prováděl také záchranné akce při náletu na Mladou Boleslav 9. května 1945, při kterém bylo zabito přibližně 450 osob.

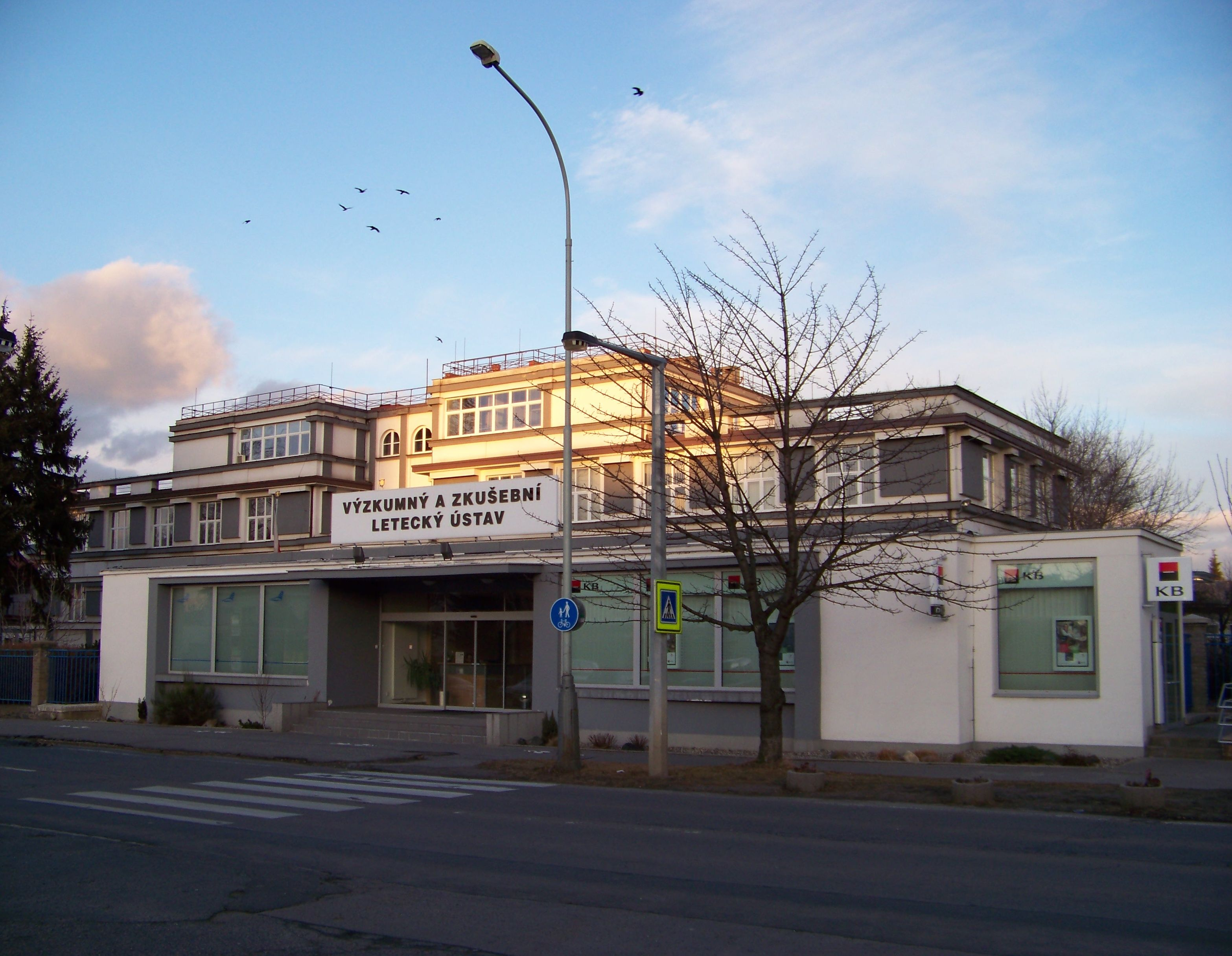
Budova Výzkumného a zkušebního leteckého ústavu v Praze-Letňanech.

Po válce, v roce 1946, se odstěhoval i se svojí rodinou do Prahy, neboť byl přijat do Výzkumného a zkušebního leteckého ústavu v Letňanech, kde byl na svou žádost pověřen přípravou výzkumu nových tryskových motorů a začíná vést Oddělení Výzkumu nových tryskových motorů. Od roku 1954 vede v ústavu nové oddělení Termodynamika ve vývoji. Při tomto zaměstnání externě přednáší teorii tryskových motorů na Vojenské akademii Antonína Zápotockého (VAAZ) v Brně.
V roce 1958 byl Oldřich Buňata s celým vývojem leteckých motorů převeden z VZLÚ do pražského Motorletu, kde se podílel na vývoji motoru Walter M701 (výpočty termodynamických parametrů). Původně byl tento motor od roku 1954 vyvíjen s axiálním kompresorem, tedy se 6 trubkovými spalovacími komorami a jednostupňovou turbínou jako motor M-710. Změna na jednodušší motor s radiálním kompresorem proběhla v září 1956. Prototyp nového motoru se vyvíjel od v září 1958 a v únoru 1959 již běžel na plný výkon. 
V květnu 1967 podal Oldřich Buňata přihlášku patentu Zařízení k usnadnění spouštění dvouproudových motorů za letu. Ta je přijata a československý patent č. 131997 mu byl udělen 15. dubna 1969. Tento patent souvisel s výrobou dvouproudového motoru Ivčenko AI-25W, který na přelomu 60. a 70. let připravoval Motorlet do výroby. V roce 1970 byl pověřen dalším vedením Oddělení termodynamiky. O rok později nastala reorganizace podniku (po stranických prověrkách). Sice mu byla nabídnuta nová pozice, ale z důvodu blížícího se odchodu do důchodu tuto nabídku nepřijal. Následně dostal výpověď z důvodu reorganizace a z Motorletu odchází do důchodu 30. listopadu 1971.

## Publikační činnost

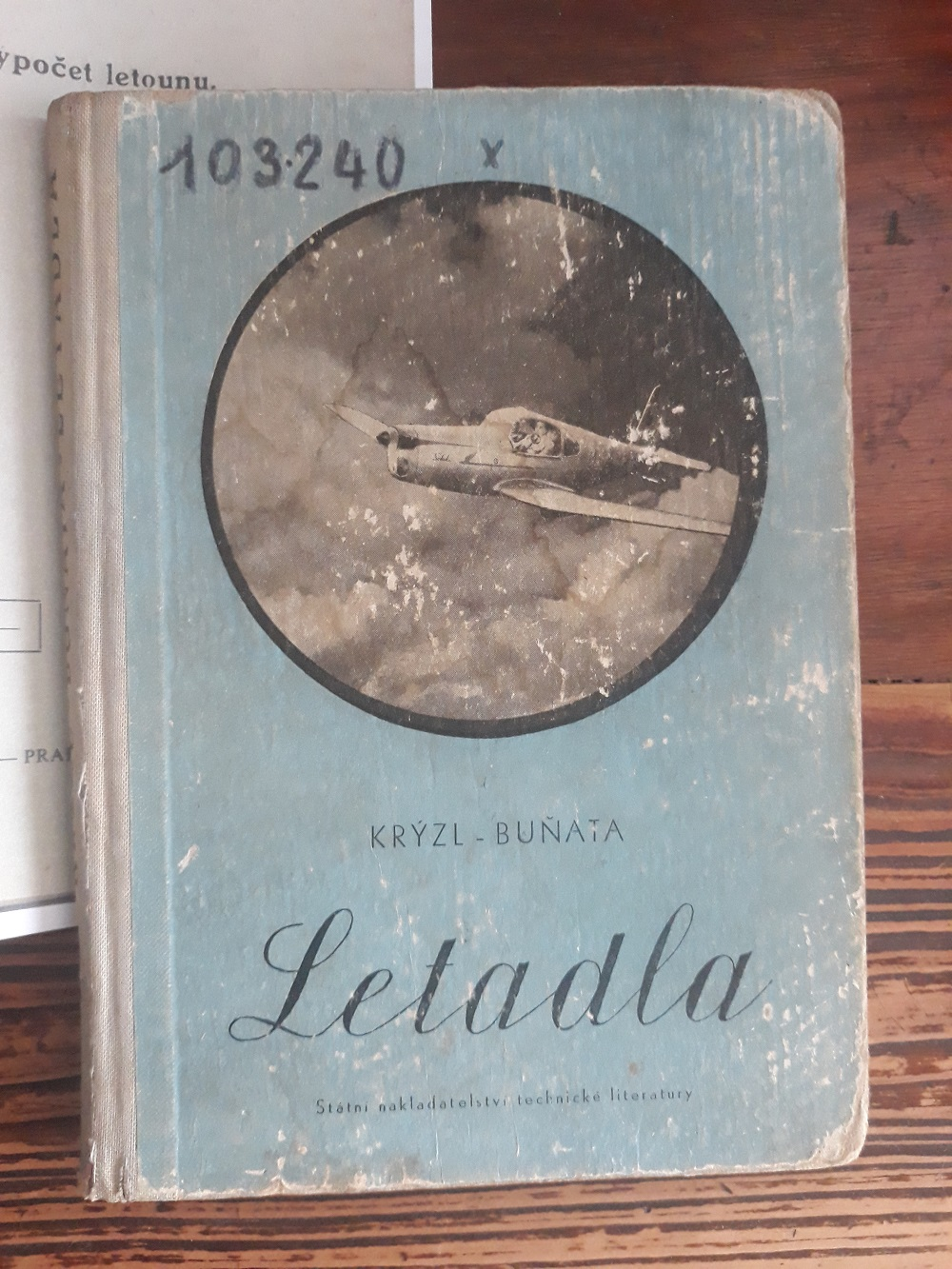
Kniha Letadla

Ondřej Buňata začal svou publikační činnost v roce 1940, kdy spolupracoval na knize Stavba letadel (2. díl, Tabulky) a v roce 1942, kdy se spoluautorem Jaromírem Hellerem vydali publikaci Výpočet letounu: Předběžný návrh a aerodynamický výpočet letounu, která má 42 stran a 18 listů obrazové přílohy. Dalším jeho titulem je v roce 1946 v edici Zatímní učební texty Stavba letadel: učební text pro IV. ročník vyšší průmyslové školy pro letectví. Tato publikace má 84 stran a 14 listů obrazové přílohy (Ústav pro učebné pomůcky průmyslových a odborných škol Praha).
Letecký výzkumný ústav mu v roce 1947 vydává publikaci Proudové motory I. díl (Letecký výzkumný ústav Praha) a v roce 1954 mu vychází ve spolupráci Vlastislavem Krýzlem první kniha s názvem Letadla, která má 162 stran (SNTL Praha). O rok později tuto publikaci jako Lietadlá vydalo v Bratislavě i Štátne nakladateľstvo technickej literatúry. Všechny tyto publikace jsou k dispozici v Národní technické knihovně, v Praze-Dejvicích.
V roce 1967 jako zaměstnanec n.p. Motorlet publikoval stať Začátky vývoje proudových motorů, kde popsal historii vývoje od roku 1946 až k motoru Walter M-701. Ve Zpravodaji VZLÚ v roce 1988 (č. 3, s. 121-129) uveřejnil článek Perspektivy dalšího vývoje turbovrtulových motorů a v roce 1991 v časopisu Letectví & kosmonautika článek Motory dopravních letadel na prahu třetího tisíciletí (ročník 67/1991, č. 15, s. 8-10).

## Ocenění
V roce 1962 byla Ing. Vladimíru Pospíšilovi, Ing. Jiřímu Radovi, Ing. Janu Kloudovi, Ing. Oldřichu Buňatovi a Jiřímu Nyklíčkovi udělena za vývoj motoru Walter M701 pro letoun Aero L-29 Delfín Státní cena Klementa Gottwalda.